# Liste der Brücken über die Lorze
Die Liste der Brücken über die Lorze enthält die Übergänge der Lorze vom Ausfluss aus dem Ägerisee bis zur Mündung bei Obfelden in die Reuss.

## Brückenliste
105 Brücken führen über den Fluss: 49 Strassenbrücken, 37 Fussgängerbrücken, 13 Wehrstege, vier Eisenbahnbrücken und zwei Rohrbrücken.

### Unterägeri
26 Brücken und Stege überspannen den Fluss in Unterägeri und Neuägeri.
| Bild | Name                                                      | Ort        | Lage | Funktion                                                                                       | Konstruktion      | Material | Länge in m | Höhe m ü. M. | Bauwerks Nr. Kanton Zug | Bemerkungen |
| ---- | --------------------------------------------------------- | ---------- | ---- | ---------------------------------------------------------------------------------------------- | ----------------- | -------- | ---------- | ------------ | ----------------------- | --- |
|      | Birkenwäldli-Steg (Bogenbrüggli)                          | Unterägeri |      | Fussgänger- und Velobrücke                                                                     | Bogenbrücke       | Stahl    | 19         | 725          | 1709‑0003               | Elegante flachbogige genietete Eisengitter-Bogenbrücke mit Holz-Gehsteg, gebaut 1908 bei der Erstellung der Seepromenade und der Kuranlage Birkenwäldi, restauriert 2013. Die Brücke ist denkmalgeschützt.                                                                                                 |
|      | Lidobrücke (Oberi Brugg)                                  | Unterägeri |      | Strassenbrücke (zweispurig) mit abgetrenntem Trottoir                                          | Balkenbrücke      | Beton    | 15         | 725          | 1709-0004               | Betonbalkenbrücke mit feinem Eisenstab-Geländer, gebaut 1933 an Stelle einer Vorgängerbrücke, oberste der drei alten Brücken im Dorfgebiet. Höchstgeschwindigkeit 50 km/h |
|      | Seeschleuse Regulierwehr-Steg                             | Unterägeri |      | Wehrsteg                                                                                       | Balkenbrücke      | Stahl    | 10         | 725          |                         | Stahlbalkenbrücke mit kunstvoll gearbeitetem Geländer und Gitterrostboden, gebaut 1857. Nach der Ägerisee Seeabsenkung 1857 erstellte Regulierwehr, seither mehrfach erneuert, wobei der Steg noch aus der Entstehungszeit stammt.                                                                         |
|      | Lorzenbrücke Höfnerstrasse (Höfnerbrugg)                  | Unterägeri |      | Strassenbrücke (zweispurig) mit Trottoir                                                       | Stein-Bogenbrücke | Stein    | 30         | 725          | 1709-0005               | Schützenswerte stichbogig gewölbte Bogenbrücke aus Sandsteinquadern, gebaut 1846, was eine Jahreszahl am Brückenkopf belegt, Brückenverbreiterung 2006/07. Höchstgeschwindigkeit 50 km/h Veloland-Route 99 Herzroute (Etappe 8 Zug–Einsiedeln) Wanderland-Route 857 Unterägeri-Weg (Unterägeri–Unterägeri) |
|      | Frohsinnsteg (Harmoniegässli)                             | Unterägeri |      | Fussgängerbrücke mit Rohrleitungen an den Brückenseiten                                        | Bogenbrücke       | Beton    | 6          | 725          | 1709-0006               | Betonbogenbrücke mit feinem Eisenstab-Geländer |
|      | Unbenannter Steg                                          | Unterägeri |      | Fussgängerbrücke                                                                               | Balkenbrücke      | Stahl    | 6          | 725          |                         | Private Metallbalkenbrücke mit Schranken und Holzboden. Zugang zum Gebäude Zugerbergstrasse 9. |
|      | Lorzenbrücke Zugerbergstrasse (Sörenbrugg)                | Unterägeri |      | Strassenbrücke (zweispurig) mit Trottoir und Rohrleitung an der Brückenseite                   | Stein-Bogenbrücke | Stein    | 10         | 725          | 1709-0007               | Schützenswerte Steinbogenbrücke, gebaut 1888, Ausbau der Brücke um 1991 Höchstgeschwindigkeit 50 km/h |
|      | Unbenannte Brücke                                         | Unterägeri |      | Fussgänger- und Velobrücke                                                                     | Balkenbrücke      | Stein    | 8          | 725          |                         | |
|      | Binzenstrasse-Brücke (Armenhusbrugg)                      | Unterägeri |      | Strassenbrücke (zweispurig) mit abgetrenntem Trottoir und Rohrleitungen unterhalb der Fahrbahn | Balkenbrücke      | Beton    | 8          | 725          | 1709-0009               | Betonbalkenbrücke, gebaut 1880er Jahre, erneuert 1930er Jahre Höchstgeschwindigkeit 50 km/h Wanderland-Route 3 Alpenpanorama-Weg (Etappe 10 Unterägeri–Zug) und Route 857 Unterägeri-Weg (Unterägeri–Unterägeri)                                                                                           |
|      | Binzenmatt-Brücke (Binzenmattbrugg)                       | Unterägeri |      | Strassenbrücke (zweispurig) mit Trottoirs                                                      | Balkenbrücke      | Beton    | 20         | 725          | 1709-0010               | Betonbalkenbrücke mit feinem Eisenstab-Geländer, gebaut 2001/02 zur besseren Erschliessung der umliegenden Quartiere auf der Südseite. Höchstgeschwindigkeit 50 km/h |
|      | Neuschellstrasse-Brücke (Nüschällbrugg)                   | Unterägeri |      | Strassenbrücke (zweispurig) mit Trottoirs                                                      | Balkenbrücke      | Beton    | 20         | 725          | 1709-0011               | Betonbalkenbrücke mit feinem Eisenstab-Geländer, gebaut 1963/64, ersetzte Steinbrücke von 1860. Höchstgeschwindigkeit 50 km/h |
|      | Sprungstrasse-Brücke (Schwellibrugg)                      | Unterägeri |      | Strassenbrücke (zweispurig) mit Trottoirs                                                      | Balkenbrücke      | Beton    | 25         | 725          | 1709-0012               | Betonbalkenbrücke mit Metallgeländer, gebaut 1984 zur besseren Erschliessung des Wohnquartiers im Gebiet Zimel auf der Allmend. Höchstgeschwindigkeit 50 km/h |
|      | Unbenannter Steg                                          | Unterägeri |      | Fussgängerbrücke                                                                               | Balkenbrücke      | Stahl    | 20         | 724          |                         | Metallbalkenbrücke mit Gitterrostboden, gebaut 2008, überquert die Lorze und den 1864 angelegten Fabrikkanal zur Inneren Spinnerei. |
|      | Unbenannte Brücke                                         | Unterägeri |      | Strassenbrücke (einspurig) mit Parkplatzmarkierung                                             | Balkenbrücke      | Beton    | 10         | 722          |                         | Höchstgeschwindigkeit 50 km/h |
|      | Zimmelstrasse-Brücke                                      | Unterägeri |      | Strassenbrücke (zweispurig)                                                                    | Durchlass         | Beton    | 20         | 722          | 1709-1006               | Höchstgeschwindigkeit 50 km/h |
|      | Unbenannte Brücke                                         | Unterägeri |      | Strassenbrücke (zweispurig)                                                                    | Bogenbrücke       | Beton    | 10         | 722          |                         | |
|      | Kanalweg-Brücke (Oberwasserkanal)                         | Unterägeri |      | Strassenbrücke (zweispurig)                                                                    | Balkenbrücke      | Beton    | 8          | 724          |                         | Sackgasse Höchstgeschwindigkeit 50 km/h |
|      | Zimmelstrasse-Brücke (Oberwasserkanal)                    | Unterägeri |      | Strassenbrücke (zweispurig)                                                                    | Balkenbrücke      | Beton    | 8          | 724          |                         | Höchstgeschwindigkeit 50 km/h, Höchstgewicht 28 t |
|      | Unbenannter Steg (Oberwasserkanal)                        | Unterägeri |      | Fussgängerbrücke                                                                               | Balkenbrücke      | Beton    | 4          | 724          |                         | |
|      | Sagenmattli-Brücke (Mülischwändibrugg) (St. Jakobsbrücke) | Neuägeri   |      | Strassenbrücke (zweispurig)                                                                    | Stein-Bogenbrücke | Stein    | 15         | 702          | 1709-0013               | Steinbogenbrücke mit feinem Eisenstab-Geländer, gebaut 1845 gemäss IVS oder 1849 gemäss Informationstafel vor Ort. Höchstgeschwindigkeit 60 km/h |
|      | Mühleschwendi Wehrsteg                                    | Neuägeri   |      | Wehrsteg                                                                                       | Balkenbrücke      | Stahl    | 8          | 698          |                         | Private Metallbalkenbrücke mit Gitterrostboden |
|      | Mühleschwendi Wehrsteg (Spinnerei Fabrikkanal)            | Neuägeri   |      | Wehrsteg mit Schranke                                                                          | Balkenbrücke      | Stahl    | 3          | 698          |                         | Private Metallbalkenbrücke mit Gitterrostboden Die Mülischwändischwelle leitet Lorzenwasser in den Fabrikkanal der ehemaligen Spinnerei Neuägeri, erstellt 1880–1890, erneuert 1934 nach der Zerstörung durch das grosse Unwetter sowie 2011.                                                              |
|      | Mühleschwendi-Steg (Spinnerei Fabrikkanal)                | Neuägeri   |      | Fussgängerbrücke                                                                               | Balkenbrücke      | Beton    | 2          | 698          |                         | Betonbalkenbrücke ohne Geländer mit abschliessbarem Tor |
|      | Wisstanneggen-Brücke                                      | Neuägeri   |      | Strassenbrücke (zweispurig) mit Trottoir                                                       | Balkenbrücke      | Beton    | 13         | 693          | 1709-0014               | Höchstgeschwindigkeit 50 km/h |
|      | Unbenannte Brücke (Spinnerei Fabrikkanal)                 | Neuägeri   |      | Strassenbrücke (einspurig)                                                                     | Balkenbrücke      | Beton    | 3          | 698          |                         | Private Zufahrtsstrasse zum Gebäude Zugerstrasse 170. |
|      | Unbenannter Steg                                          | Neuägeri   |      | Fussgängerbrücke                                                                               | Balkenbrücke      | Stahl    | 10         | 690          | 1709-0015               | Private Metallbrücke mit einseitigem Geländer Zugang zum Gebäude Zugerstrasse 183. |

### Menzingen, Baar, StadtZug
37 Brücken und Stege überspannen den Fluss zwischen Menzingen und dem Zufluss in den Zugersee bei der Stadt Zug.
| Bild                                       | Name                                          | Ort                           | Lage | Funktion | Konstruktion      | Material   | Länge in m | Höhe m ü. M. | Bauwerks Nr. Kanton Zug | Bemerkungen |
| ------------------------------------------ | --------------------------------------------- | ----------------------------- | ---- | --- | ----------------- | ---------- | ---------- | ------------ | ----------------------- | --- |
|                                            | Spinnereibrücke (Ägeribrugg) (Zugerstrasse)   | Baar – Unterägeri – Menzingen |      | Strassenbrücke (zweispurig) mit Trottoirs                                                                                  | Balkenbrücke      | Beton      | 20         | 688          | 1709‑0001               | Betonbalkenbrücke, gebaut 1944, Fahrbahnplatte ersetzt 1996 In der Mitte der Brücke auf der östlichen Seite treffen sich die Gemeindegrenzen von Unterägeri, Menzingen und Baar. Höchstgeschwindigkeit 50 km/h ZVB-Buslinien 1 (Zug – Oberägeri), 34 (Baar – Talacher – Oberägeri) und N1 (Zug Bahnhofplatz – Oberägeri) Mountainbikeland-Route 22 Zürich–Einsiedeln Bike (Etappe 2 Baar–Einsiedeln) Veloland-Route 9 Seen-Route (Etappe 7 Zug–Einsiedeln) |
|                                            | Schmittli Stauwehr-Steg                       | Baar – Menzingen              |      | Wehrsteg | Balkenbrücke      | Stahl      | 10         | 682          |                         | Private Metallbalkenbrücke mit Treppen Beim Schmittli bauten die Wasserwerke Zug 1943 ein Stauwehr, um das Wasser für die Stromproduktion in der Zentrale 2 zu fassen, das Gefälle erhöhte sich so von den bestehenden 53 auf 83 Meter. |
|                                            | Edlinbachstrasse-Brücke                       | Baar – Menzingen              |      | Strassenbrücke (zweispurig) mit Trottoirs                                                                                  | Balkenbrücke      | Beton      | 10         | 682          |                         | Verbot für Lastwagen und Gesellschaftswagen Höchstgeschwindigkeit 60 km/h Wanderweg |
|                                            | Schmittlibrücke                               | Baar – Menzingen              |      | Strassenbrücke (zweispurig) mit Trottoirs                                                                                  | Balkenbrücke      | Beton      | 20         | 682          | 1704-0003               | Betonbalkenbrücke, gebaut 1990 Höchstgeschwindigkeit 60 km/h ZVB-Buslinien 1 (Zug – Oberägeri), 34 (Baar – Talacher – Oberägeri) und N1 (Zug Bahnhofplatz – Oberägeri) Mountainbikeland-Route 22 Zürich–Einsiedeln Bike (Etappe 2 Baar–Einsiedeln) Veloland-Route 9 Seen-Route (Etappe 7 Zug–Einsiedeln) |
|                                            | Unbenannter Steg                              | Baar – Menzingen              |      | Fussgängerbrücke | Balkenbrücke      | Stahl      | 12         | 618          | 1701-0030               | Metallbalkenbrücke mit Holzboden |
|                                            | Wasserwerke Zug Zentrale 2-Steg               | Baar – Menzingen              |      | Fussgängerbrücke | Balkenbrücke      | Stahl      | 8          | 600          | 1704-0009               | |
|                                            | Kraftwerk Lorzentobel 2-Wehrsteg              | Baar – Menzingen              |      | Wehrsteg | Balkenbrücke      | Stahl      | 8          | 585          |                         | Private Metallbalkenbrücke mit Gitterrostboden und Treppen. |
|                                            | Neue Lorzentobelbrücke (Dritte Tobelbrücke)   | Baar – Menzingen              |      | Strassenbrücke (zweispurig) mit abgetrenntem Trottoir                                                                      | Hohlkastenbrücke  | Beton      | 568        | 553          | 1704-0001               | Hohlkasten-Spannbetonbrücke mit Durchlaufträger, gebaut 1982–1985. Höchstgeschwindigkeit 80 km/h ZVB-Buslinie 2 (Zug – Menzingen – Kreuzegg) |
|                                            | Alte Lorzentobelbrücke (Zweite Tobelbrücke)   | Baar – Menzingen              |      | Strassen- und Trambrücke, dient seit 1985 dem Langsamverkehr                                                               | Stein-Bogenbrücke | Stein      | 187        | 543          | 1704-0005               | Schützenswerter Steinbogenviadukt, gebaut 1907–1910, saniert 1977 und 2023/24 Das Bauwerk ist denkmalgeschützt. |
|                                            | Unbenannte Brücke                             | Baar – Menzingen              |      | Strassenbrücke (ehemalig)                                                                                                  | Balkenbrücke      | Stahl Holz | 30         | 542          |                         | Metallbalkenbrücke mit Holzfahrbahn, gebaut 2017, temporäre Brücke wurde nach dem Ausbau des Kraftwerkes wieder entfernt. Allgemeines Fahrverbot: Baustellenverkehr gestattet |
|                                            | Holzbrücke Lorzentobel (Erste Tobelbrücke)    | Baar – Menzingen              |      | Fussgänger- und Velobrücke                                                                                                 | Gedeckte Brücke   | Holz       | 15         | 542          | 1704-0010               | Historische gedeckte Holzbrücke, gebaut 1759, repariert und neues Sprengwerk 1940, umfassend saniert 2012. Das Bauwerk ist denkmalgeschützt. Mountainbikeland-Route 22 Zürich–Einsiedeln Bike (Etappe 2 Baar–Einsiedeln) Veloland-Route 9 Seen-Route (Etappe 7 Zug–Einsiedeln) |
|                                            | Kraftwerk Lorzentobel 1-Wehrsteg (Lorzekanal) | Baar – Menzingen              |      | Wehrsteg | Balkenbrücke      | Beton      | 5          | 536          |                         | Privater Übergang |
|                                            | Kraftwerk Lorzentobel 1-Brücke                | Baar – Menzingen              |      | Strassenbrücke (einspurig)                                                                                                 | Fachwerkbrücke    | Stahl      | 30         | 536          | 1701-0031               | Metallfachwerkbrücke mit Holzfahrbahn Höchstgewicht 3,5 t Mountainbikeland-Route 22 Zürich–Einsiedeln Bike (Etappe 2 Baar–Einsiedeln) Veloland-Route 9 Seen-Route (Etappe 7 Zug–Einsiedeln) Wanderweg |
|                                            | Höllbrücke (Höllstrasse)                      | Baar – Neuheim                |      | Strassenbrücke (zweispurig)                                                                                                | Balkenbrücke      | Beton      | 23         | 505          | 1701-0043               | Betonbalkenbrücke, gebaut 1993 Höchstgeschwindigkeit 80 km/h Höllstrasse führt zu den Höllgrotten Mountainbikeland-Route 22 Zürich–Einsiedeln Bike (Etappe 2 Baar–Einsiedeln) Veloland-Route 9 Seen-Route (Etappe 7 Zug–Einsiedeln) |
|                                            | Röllieggbrücke (Höllsteg)                     | Baar – Neuheim                |      | Strassenbrücke (einspurig)                                                                                                 | Fachwerkbrücke    | Stahl      | 20         | 486          | 1701-0032               | Metallfachwerkbrücke mit Schranke, gebaut 1914 |
|                                            | Unbenannte Brücke                             | Baar                          |      | Strassenbrücke (einspurig)                                                                                                 | Balkenbrücke      | Beton      | 20         | 477          | 1701-0044               | Allgemeines Fahrverbot Höchstgewicht 3,5 t Brücke führt zu einem Picknickplatz mit einer offenen Feuerstelle. |
|                                            | Unbenannte Brücke                             | Baar                          |      | Fussgänger- und Velobrücke                                                                                                 | Balkenbrücke      | Holz       | 22         | 464          | 1701-0011               | Offene Holzbrücke, gebaut 2012 von Xaver Keiser Zimmerei Zug AG. Wanderweg |
|                                            | Unbenannte Brücke                             | Baar                          |      | Fussgänger- und Velobrücke                                                                                                 | Balkenbrücke      | Holz       | 20         | 460          | 1701-0012               | Offene Holzbrücke mit Metallpoller, gebaut 2012 von Xaver Keiser Zimmerei Zug AG. Wanderweg |
|                                            | Ziegelbrücke (Langgasse)                      | Baar                          |      | Strassenbrücke (zweispurig) mit Trottoirs und Fussgängerstreifen                                                           | Balkenbrücke      | Beton      | 20         | 458          | 1701-0017               | Betonbalkenbrücke, gebaut 2001 Höchstgeschwindigkeit 60 km/h ZVB-Buslinien 3 (Baar Lättich – Zug – Oberwil bei Zug), 31 (Baar – Sihlbrugg), 32 (Baar – Neuheim – Edlibach – Menzingen) und N2 (Zug Bahnhofplatz – Menzingen Kreuzegg) |
|                                            | Lättich-Steg                                  | Baar                          |      | Fussgänger- und Velobrücke                                                                                                 | Gedeckte Brücke   | Beton Holz | 22         | 452          | 1701-0034               | Gedeckte Holzbrücke mit Betonfahrbahn, gebaut 1996 |
|                                            | Schlüsselibrücke (Deinikonerstrasse)          | Baar                          |      | Strassenbrücke (zweispurig) mit Trottoir und Rohrleitung an der Brückenseite                                               | Bogenbrücke       | Beton      | 25         | 449          | 1701-0035               | Betonbogenbrücke, gebaut 1996 Höchstgeschwindigkeit 80 km/h Mountainbikeland-Route 22 Zürich–Einsiedeln Bike (Etappe 1 Zürich–Baar) Veloland-Route 94 L'Areuse–Emme–Sihl (Etappe 5 Hochdorf (Urswil)–Zürich) Wanderland-Route 47 Zürich-Zugerland-Panoramaweg (Etappe 2 Albis Passhöhe–Zug) |
|                                            | Chlingen-Brücke                               | Baar                          |      | Strassenbrücke (zweispurig) mit schmalen Trottoirs                                                                         | Bogenbrücke       | Beton      | 22         | 445          | 1701-0036               | Betonbogenbrücke, gebaut 1996 Allgemeines Fahrverbot: Privat Höchstgeschwindigkeit 30 km/h |
|                                            | Unbenannter Steg                              | Baar                          |      | Fussgängerbrücke | Balkenbrücke      | Beton      | 18         | 444          | 1701-0037               | Betonbalkenbrücke mit Treppen, gebaut 2000, verbindet die Areale des Gartenvereins Baar beidseitig der Lorze. Informationstafel: Benutzung auf eigene Gefahr, jede Haftung wird abgelehnt. Übergang ist nicht behindertengerecht. |
|                                            | Güterwegbrücke Jöchler (Mühlegasse)           | Baar                          |      | Strassenbrücke (zweispurig)                                                                                                | Balkenbrücke      | Beton      | 30         | 444          | 1701-0038               | Betonbalkenbrücke, gebaut 2000 Höchstgeschwindigkeit 50 km/h Veloland-Route 9 Seen-Route und Route 94 L'Areuse–Emme–Sihl (Etappe 5 Hochdorf (Urswil)–Zürich) Wanderland-Route 47 Zürich-Zugerland-Panoramaweg (Etappe 2 Albis Passhöhe–Zug) |
|                                            | SBB-Brücke Aberen                             | Baar                          |      | Eisenbahnbrücke (zweigleisig)                                                                                              | Balkenbrücke      | Beton      | 110        | 442          | 1701-0039               | Betonbalkenbrücke, gebaut 1979 anlässlich des Doppelspurbaus, ersetzte Brücke von 1897. Höchstgeschwindigkeit 95 km/h Bahnstrecke Thalwil–Zug |
|                                            | Brücke Aberen (Früebergstrasse)               | Baar                          |      | Strassenbrücke (zweispurig) mit Trottoir                                                                                   | Balkenbrücke      | Beton      | 150        | 441          |                         | Schleudergefahr bei vereister Fahrbahn Höchstgeschwindigkeit 50 km/h |
|                                            | Lorzenbrücke Strasse K (Neugasse)             | Baar                          |      | Strassenbrücke (zweispurig) mit Trottoirs und Rohrleitung an der Brückenseite                                              | Balkenbrücke      | Beton      | 30         | 438          | 1701-0021               | Höchstgeschwindigkeit 50 km/h ZVB-Buslinie 4 (Zug – Inwil – Baar – Blickensdorf) PostAuto-Buslinie 280 (Baar – Kappel am Albis – Hausen am Albis) |
|                                            | Lorzesteg Wiesental                           | Baar                          |      | Fussgänger- und Velobrücke                                                                                                 | Fachwerkbrücke    | Stahl      | 60         | 435          | 1701-0041               | Metallfachwerkbrücke mit Schranke und Gitterrostboden |
|                                            | Güterwegbrücke Schmidhof                      | Baar                          |      | Strassenbrücke (einspurig)                                                                                                 | Balkenbrücke      | Beton      | 25         | 433          | 1701-0040               | Betonbalkenbrücke, gebaut 1974 Verbot für Motorwagen, Motorräder und Motorfahrräder: Landwirtschaftsverkehr gestattet Höchstgeschwindigkeit 60 km/h |
|                                            | Lorzenbrücken Zimbel                          | Baar                          |      | Autobahn A14 „Aus-Einfahrt 3 Baar“ Rampen-Brücken                                                                          | Balkenbrücke      | Beton      | 40         | 429          |                         | Spannbetonbrücken: Lorzenbrücke Zimbel 1, gebaut 1976, saniert 2009 Lorzenbrücke Zimbel 2, gebaut 2008/09 |
|                                            | Lorzenbrücke Altgasse (Schochenmühlestrasse)  | Baar                          |      | Strassenbrücke (zweispurig) mit Trottoir                                                                                   | Balkenbrücke      | Beton      | 25         | 428          | 1701-0019               | Betonbalkenbrücke, gebaut 1973 Verbot für Lastwagen und Gesellschaftswagen: Bus, Zubringerdienst sowie mit schriftlicher Ausnahmebewilligung gestattet Höchstgeschwindigkeit 60 km/h ZVB-Buslinie 36 (Baar – Steinhausen Sennweid) |
|                                            | Oberau-Brücke                                 | Stadt Zug – Baar              |      | Fussgänger- und Velobrücke                                                                                                 | Balkenbrücke      | Beton      | 22         | 426          |                         | |
|                                            | Alte Unterau-Brücke                           | Stadt Zug                     |      | Strassenbrücke (ehemalig)                                                                                                  | Balkenbrücke      | Beton      | 21         | 423          |                         | Betonbalkenbrücke mit Trottoir, befand sich in einem schlechten Zustand und wurde 2019 abgerissen. |
| Im Bau (März 2019) Neue Brücke (März 2022) | Unterau-Brücke                                | Stadt Zug                     |      | Strassenbrücke (zweispurig) mit Trottoir                                                                                   | Balkenbrücke      | Beton      | 21         | 423          |                         | Spannbetonbrücke, gebaut 2019 Veloland-Route 9 Seen-Route (Etappe 7 Zug–Einsiedeln), Route 51 Säuliamt–Schwyz (Etappe 1 Dietikon–Zug) und Route 94 L'Areuse–Emme–Sihl (Etappe 5 Hochdorf (Urswil)–Zürich) |
|                                            | Unbenannter Steg                              | Stadt Zug                     |      | Fussgänger- und Velobrücke (ehemalig)                                                                                      | Balkenbrücke      | Holz       | 20         | 423          |                         | Temporäre Holzbalkenbrücke mit Metallpoller, gebaut 2019 als Provisorium während der Bauzeit der neuen Brücke. |
|                                            | Sankt-Johannes-Strasse-Brücke                 | Stadt Zug                     |      | Fussgänger- und Velobrücke                                                                                                 | Balkenbrücke      | Beton      | 24         | 420          |                         | Betonbalkenbrücke mit Metallpoller Die hydrometrische Messstation Lorze - Zug, Letzi (2477) vom Bundesamt für Umwelt (BAFU) befindet sich 25 m flussabwärts auf der linken Flussseite der Brücke. |
|                                            | Am Letzibach-Brücke                           | Stadt Zug                     |      | Strassenbrücke (zweispurig) mit Trottoir                                                                                   | Balkenbrücke      | Beton      | 25         | 419          |                         | Höchstgeschwindigkeit 50 km/h |
|                                            | Lorzenbrücke Brüggli (Chamerstrasse)          | Stadt Zug                     |      | Strassenbrücke (zweispurig) mit Trottoirs, zusätzlicher separaten Busspur in der Brückenmitte sowie Bushaltestelle Brüggli | Balkenbrücke      | Beton      | 30         | 417          | 1711-0004               | Betonbalkenbrücke, gebaut 1971 Höchstgeschwindigkeit 50 km/h ZVB-Buslinien 6 (Zug – Steinhausen – Cham), 7 (Zug – Cham Gewerbestrasse), 16 (Zug Metalli/Bahnhof – Steinhausen Zugerland EKZ), N4 (Zug Bahnhofplatz – Steinhausen – Hagedorn – Cham Langacker) und N6 (Zug – Cham – Sins – Muri AG – Aristau – Merenschwand – Mühlau) |
|                                            | SBB-Brücke Brüggli                            | Stadt Zug                     |      | Eisenbahnbrücke (zweigleisig) mit Rohrleitung an der Brückenseite                                                          | Balkenbrücke      | Beton      | 18         | 416          | 1711-0025               | Betonbalkenbrücke, gebaut 1972 Höchstgeschwindigkeit 125 km/h Bahnstrecke Zug–Luzern |
|                                            | Chamer Fussweg-Brücke                         | Stadt Zug                     |      | Fussgänger- und Velobrücke                                                                                                 | Balkenbrücke      | Beton      | 15         | 415          |                         | Verbot für Motorwagen, Motorräder und Motorfahrräder Wanderland-Route 3 Alpenpanorama-Weg (Etappe 11 Zug–Luzern), Route 47 Zürich-Zugerland-Panoramaweg (Etappe 2 Albis Passhöhe–Zug) und Route 858 Zugersee-Uferweg (Zug–Cham) |

Die Lorze durchfliesst den Zugersee, von deren Einmündung westlich von Zug bis zum Ausfluss bei Cham beträgt die Entfernung 2,7 km.

### Cham, Hünenberg, Maschwanden
42 Brücken und Stege überspannen den Fluss vom Ausfluss des Zugersees bei Cham bis zur Reussmündung.
| Bild | Name                                              | Ort                     | Lage | Funktion                                                                            | Konstruktion           | Material   | Länge in m | Höhe m ü. M. | Bauwerks Nr. Kanton Zug | Bemerkungen |
| ---- | ------------------------------------------------- | ----------------------- | ---- | ----------------------------------------------------------------------------------- | ---------------------- | ---------- | ---------- | ------------ | ----------------------- | --- |
|      | Schlundbrücke (Villettepark-Brücke)               | Cham                    |      | Fussgängerbrücke                                                                    | Bogenbrücke            | Beton      | 40         | 415          | 1702‑0015               | Betonbogenbrücke, gebaut 1949 Allgemeines Fahrverbot Fussgängerverbindung zwischen Hirsgarten und Villette-Park. Die Lorze fliesst bei dieser Brücke aus dem Zugersee. Wanderland-Route 3 Alpenpanorama-Weg (Etappe 11 Zug–Luzern) und Route 858 Zugersee-Uferweg (Zug–Cham) |
|      | Hirsgarten-Brücke                                 | Cham                    |      | Fussgänger- und Velobrücke                                                          | Balkenbrücke           | Beton      | 35         | 414          | 1702-0005               | Betonbalkenbrücke, gebaut 1996 Veloland-Route 9 Seen-Route (Etappe 6 Sarnen–Zug) und Route 99 Herzroute (Etappe 7 Willisau–Zug) |
|      | SBB-Brücke Cham                                   | Cham                    |      | Eisenbahnbrücke (zweigleisig)                                                       | Balkenbrücke           | Beton      | 30         | 414          | 1702-0016               | Höchstgeschwindigkeit 125 km/h Bahnstrecke Zug–Luzern |
|      | Industriegleis-Brücke                             | Cham                    |      | Eisenbahnbrücke (eingleisig)                                                        | Balkenbrücke           | Stahl      | 25         | 414          | 1702-0017               | Metallbalkenbrücke, gebaut 1996, heute stillgelegt |
|      | Unbenannter Steg                                  | Cham                    |      | Fussgänger- und Velobrücke                                                          | Fachwerkbrücke         | Stahl      | 28         | 414          | 1702-0018               | Eisenfachwerkbrücke mit Holzfahrbahn |
|      | Lorzenwehr Hirsgarten-Steg                        | Cham                    |      | Wehrbrücke                                                                          | Balkenbrücke           | Stahl      | 20         | 414          |                         | Private Eisenbalkenbrücke mit Stahlgeländer und Bretterboden mit Treppen, gebaut 1917 Das See-Regulierwehr ist denkmalgeschützt. Hinweistafel: Das Betreten der Wehranlage ist für Unberechtigte verboten |
|      | Lorzenbrücke Badmatt (Seestrasse)                 | Cham                    |      | Strassenbrücke (zweispurig) mit Trottoirs, dient heute vor allem dem Langsamverkehr | Balkenbrücke           | Beton      | 25         | 414          | 1702-0019               | Betonbalkenbrücke mit beidseitigen Metallpoller, gebaut 1989/90, ersetzte ca. 80-jährige Brücke. Höchstgeschwindigkeit 50 km/h Veloland-Route 94 L'Areuse–Emme–Sihl (Etappe 5 Hochdorf (Urswil)–Zürich) |
|      | Milchsüdi-Steg                                    | Cham                    |      | Fussgänger- und Velobrücke                                                          | Bogenbrücke            | Beton      | 28         | 414          | 1702-0039               | Betonbogenbrücke, gebaut 1994 |
|      | Bärenbrücke (Zugerstrasse)                        | Cham                    |      | Strassenbrücke (zweispurig) mit Trottoirs und Velostreifenmarkierung                | Bogenbrücke            | Beton      | 20         | 414          | 1702-0002               | Betonbogenbrücke, gebaut 1990, ersetzte Brücke von 1853 Höchstgeschwindigkeit 50 km/h ZVB-Buslinien 6 (Zug – Steinhausen – Cham), 42 (Cham – Langacker – Knonau), N4 (Zug Bahnhofplatz – Steinhausen – Hagedorn – Cham Langacker) und N6 (Zug – Cham – Sins – Muri AG – Aristau – Merenschwand – Mühlau) |
|      | Lorzenbrücke Schmiedstrasse                       | Cham                    |      | Fussgänger- und Velobrücke                                                          | Balkenbrücke           | Holz       | 14         | 414          |                         | Die Holz-Balkenbrücke mit einer glasfaserverstärkten Kunststoffschicht wurde 2017 erstellt. Fussweg: Velofahren gestattet |
|      | Lorzenbrücke Fabrikstrasse                        | Cham                    |      | Strassenbrücke (zweispurig) mit Trottoir                                            | Balkenbrücke           | Beton      | 28         | 414          | 1702-0021               | Betonbalkenbrücke, gebaut 1990 Höchstgeschwindigkeit 50 km/h Flussaufwärts führt eine Treppe zu einem Inselpark. |
|      | Lorzensteg Papiersaal                             | Cham                    |      | Fussgängerbrücke                                                                    | Balkenbrücke           | Stahl      | 15         | 414          | 1702-0022               | Private Metallbalkenbrücke |
|      | Papierfabrik-Brücke                               | Cham                    |      | Werkbrücke mit Rohrleitungen an der Brückenseite                                    | Balkenbrücke           | Stahl      | 22         | 414          |                         | Private Metallbalkenbrücke |
|      | Lorzensteg Holländer                              | Cham                    |      | Fussgängerbrücke                                                                    | Balkenbrücke           | Beton      | 14         | 414          | 1702-0023               | Private überdachte Betonbalkenbrücke |
|      | Lorzensteg ARA                                    | Cham                    |      | Fussgängerbrücke mit Rohrleitungen an der Brückenseite                              | Balkenbrücke           | Stahl      | 22         | 414          | 1702-0024               | Private Metallbalkenbrücke |
|      | Werkleitungsbrücke Hammer                         | Cham                    |      | Rohrleitungsbrücke                                                                  | Balkenbrücke           | Stahl      | 15         | 414          | 1702-0009               | |
|      | Lorzenbrücke Hammer                               | Cham                    |      | Strassenbrücke (zweispurig) mit Rohrleitung an der Brückenseite                     | Balkenbrücke           | Beton      | 18         | 412          | 1702-0025               | Hinweistafel: Fischen von dieser Brücke ist verboten! |
|      | Kraftwerk Hammer Stauwehr-Steg                    | Cham                    |      | Wehrbrücke (privat)                                                                 | Balkenbrücke           | Beton      | 10         | 411          | 1702-0026               | Private Betonbalkenbrücke Das Wasserkraftwerk Hammer ist denkmalgeschützt. |
|      | Unbenannter Steg                                  | Cham                    |      | Fussgängerbrücke                                                                    | Balkenbrücke           | Beton      | 15         | 410          | 1702-0027               | Private Betonbalkenbrücke mit Holzgeländer und Schranke Hinweistafel: Kein Durchgang Zugang zum Gebäude Hammer 3. |
|      | GVRZ-Brücke Gibelwäldli                           | Cham                    |      | Strassenbrücke (einspurig)                                                          | Balkenbrücke           | Beton      | 28         | 410          | 1702-1011               | Höchstgewicht 10 t |
|      | Lorzentalbrücke (A4 Autobahn)                     | Cham                    |      | Autobahnbrücke (achtspurig)                                                         | Balkenbrücke           | Beton      | 209        | 410          |                         | Automatische Geschwindigkeitsregelanlage: Zur Hauptverkehrszeit gilt häufig Tempo 80 km/h |
|      | Kraftwerk Untermühle Stauwehr-Steg                | Cham                    |      | Wehrbrücke                                                                          | Balkenbrücke           | Stahl      | 12         | 406          |                         | Private Metallbalkenbrücke mit Treppen, gebaut 1903, saniert 2010 Das Stauwehr Untermühle ist denkmalgeschützt. |
|      | Unbenannter Steg                                  | Cham                    |      | Fussgängerbrücke                                                                    | Balkenbrücke           | Beton      | 12         | 405          | 1702-0029               | |
|      | Lorzenbrücke Untermühle                           | Cham                    |      | Strassenbrücke (zweispurig)                                                         | Balkenbrücke           | Beton      | 20         | 404          | 1702-0028               | Höchstgeschwindigkeit 80 km/h |
|      | Unbenannter Steg                                  | Hagendorn               |      | Fussgängerbrücke                                                                    | Balkenbrücke           | Stahl      | 12         | 401          | 1702-0032               | Metallbalkenbrücke mit Holzboden, eröffnet Mai 2012 Wanderweg |
|      | Schönau Stauwehr-Steg (Lorzenkanal)               | Hagendorn               |      | Wehrbrücke                                                                          | Balkenbrücke           | Stahl      | 28         | 401          |                         | Private Metallbalkenbrücke mit abschliessbarem Tor Das Lorzenweid Oberwasser Stauwehr mit Kanal ist denkmalgeschützt. |
|      | Unbenannter Steg (Lorzenkanal)                    | Hagendorn               |      | Fussgänger- und Velobrücke                                                          | Bogenbrücke Trogbrücke | Holz       | 13         | 401          | 1702-0031               | Trogbrücke aus Lärchenholz, gebaut 2016 |
|      | Rohrbrücke (Lorzenkanal)                          | Hagendorn               |      | Rohrleitungsbrücke                                                                  | Balkenbrücke           | Stahl      | 13         | 401          |                         | |
|      | Lorzenweid-Brücke (Lorzenkanal)                   | Hagendorn               |      | Strassenbrücke (einspurig)                                                          | Bogenbrücke            | Beton      | 12         | 401          | 1702-0030               | Betonbogenbrücke mit Metallpoller |
|      | Kraftwerk Hagendorn Stauwehr-Steg (Lorzenkanal)   | Hagendorn               |      | Wehrbrücke                                                                          | Balkenbrücke           | Stahl      | 5          | 401          |                         | Private Metallbalkenbrücke mit Treppe Das Turbinenhaus des Kraftwerks ist denkmalgeschützt. |
|      | Unbenannter Steg (Lorzenkanal)                    | Hagendorn               |      | Fussgängerbrücke                                                                    | Balkenbrücke           | Beton      | 20         | 398          |                         | Betonbalkenbrücke mit Holzboden, eröffnet Mai 2012 |
|      | Hagendorn-Brücke (Lorzenkanal)                    | Hagendorn               |      | Strassenbrücke (zweispurig) mit Trottoirs                                           | Balkenbrücke           | Beton      | 20         | 395          | 1702-0004               | Betonbalkenbrücke, gebaut 1977 Höchstgeschwindigkeit 50 km/h ZVB-Buslinien 43 (Cham – Hagendorn – Oberwil) und N4 (Zug Bahnhofplatz – Steinhausen – Hagedorn – Cham Langacker) |
|      | Unbenannter Steg                                  | Hagendorn               |      | Fussgängerbrücke                                                                    | Balkenbrücke           | Stahl      | 40         | 395          |                         | Metallbalkenbrücke mit Holzsteg |
|      | Dorfstrasse-Brücke                                | Hagendorn               |      | Strassenbrücke (zweispurig) mit Trottoir                                            | Durchlass              | Beton      | 18         | 395          | 1702-1012               | Bachdurchlass, gebaut 1981 Höchstgeschwindigkeit 50 km/h ZVB-Buslinien 43 (Cham – Hagendorn – Oberwil) und N4 (Zug Bahnhofplatz – Steinhausen – Hagedorn – Cham Langacker) |
|      | Frauentalerwald Stauwehr-Steg (Lorzenkanal)       | Hagendorn               |      | Wehrbrücke                                                                          | Balkenbrücke           | Stahl      |            | 394          |                         | Private Metallbalkenbrücke Das Bauwerk befindet sich im national geschützten Auengebiet Frauental. |
|      | Frauentalerwald Stauwehr-Steg                     | Hagendorn               |      | Wehrbrücke                                                                          | Balkenbrücke           | Stahl      | 15         | 393          |                         | Private Metallbalkenbrücke mit Leiter Das Bauwerk befindet sich im national geschützten Auengebiet Frauental. |
|      | Unbenannter Steg                                  | Hagendorn               |      | Fussgängerbrücke                                                                    | Balkenbrücke           | Beton      | 12         | 393          | 1702-0033               | Flussaufwärts befindet sich das national geschützte Auengebiet Frauental. |
|      | Obere Kloster Frauental-Brücke (Lorzenkanal)      | Hagendorn               |      | Strassenbrücke (einspurig)                                                          | Balkenbrücke           | Beton      | 8          | 393          | 1702-0034               | Private Betonbalkenbrücke, gebaut 1884, wobei Brückenkörper neueren Datums ist. Verbot für Motorwagen und Motorräder: Zubringerdienst gestattet |
|      | Untere Kloster Frauental-Brücke (Lorzenkanal)     | Hagendorn               |      | Strassenbrücke (einspurig)                                                          | Balkenbrücke           | Beton      | 8          | 393          | 1702-0035               | Private Betonbalkenbrücke Verbot für Motorwagen und Motorräder: Zubringerdienst gestattet Verbot für Tiere (Pferd) Höchstgewicht 3,5 t |
|      | Lorzenbrücke Frauental (Dommatt)                  | Hagendorn               |      | Strassenbrücke (zweispurig)                                                         | Balkenbrücke           | Beton      | 20         | 392          | 1702-0036               | Betonbalkenbrücke, gebaut 1884, wobei Brückenkörper neueren Datums ist. Verbot für Motorwagen und Motorräder: Anwohner gestattet Die hydrometrische Messstation Lorze - Frauenthal (2125) vom Bundesamt für Umwelt (BAFU) befindet sich flussabwärts auf der linken Flussseite der Brücke. |
|      | Unbenannter Steg                                  | Hünenberg – Maschwanden |      | Fussgängerbrücke                                                                    | Balkenbrücke           | Stahl Holz | 18         | 390          | 1702-0038               | Metallbalkenbrücke mit Holzsteg und Holzgeländer Verbot für Tiere (Pferd) Wanderweg Übergang ist nicht behindertengerecht (Treppe). Interkantonale Brücke (Kantonsgrenze Zug – Zürich) 500 m flussaufwärts auf der rechten Flussseite befindet sich das national geschützte Amphibienlaichgebiet Grischei. Auf der linken Flussseite befindet sich das national geschützte Amphibienlaichgebiet Rüss-Spitz. Das Bauwerk befindet sich im national geschützten Flachmoor Rüss-Spitz/Wannhüseren und im Smaragd-Gebiet Reusstal. |
|      | Maschwanderbrücke (Lorzenbrücke nach Maschwanden) | Hünenberg – Maschwanden |      | Strassenbrücke (zweispurig)                                                         | Stein-Bogenbrücke      | Stein      | 12         | 390          | 1702-0003               | Zweijochige Steinbogenbrücke, gebaut 18. Jh., Ausweitung Brückenkopf Zug 1939 Das Bauwerk ist denkmalgeschützt. Höchstgeschwindigkeit 80 km/h Interkantonale Brücke (Kantonsgrenze Zug – Zürich) Auf der linken Flussseite befindet sich das national geschützte Amphibienlaichgebiet Rüss-Spitz. Das Bauwerk befindet sich im national geschützten Flachmoor Rüss-Spitz/Wannhüseren und im Smaragd-Gebiet Reusstal. |